# Instituto de Tecnologia da Colúmbia Britânica
O Instituto de Tecnologia da Colúmbia Britânica (BCIT) é uma instituição pública politécnica de ensino superior. O instituto pós-secundário tem cinco campi localizados na região de Metro Vancouver, com seu campus principal em Burnaby, na Colúmbia Britânica, Canadá. Há também o Campus de Tecnologia Aeroespacial em Richmond, o Campus Marinho na cidade de North Vancouver, o Campus do Centro em Vancouver e o Campus da Ilha Annacis em Delta.